# Château d'Étrabonne
Ne pas confondre avec le Château de Champagne-sur-Vingeanne (Château d’Etrabonne)
Le château d'Étrabonne est un château du XIIe siècle inscrit aux monuments historiques, situé sur la commune d'Étrabonne, dans le département français du Doubs.

## Localisation
Le château est situé en bordure est de la RD 249 face à l'église au centre du chef-lieu.

## Histoire
Le fief d’Estrabonne relevait historiquement de la seigneurie d’Autrey. Il va perdurer jusqu’à la fin du XVIIIe siècle.
Les Estrabonne sont restés titulaires de la seigneurie d’Estrabonne de 1084 à 1471, année de disparition, sans descendance, de Jean VI d’Estrabonne. Ses biens seront partagés entre ses demi-sœurs dont Catherine d'Estrabonne, héritière du château, qui avait épousé, en 1456, Jacques Ier d’Aumont.
Le château féodal remonte au XIe ou XIIe siècle. En 1140, une chapelle y est dédiée aux trois rois mages. En 1355, les seigneurs d'Estrabonne, vassaux des comtes de Bourgogne, affranchissent les habitants de la mainmorte. Le duc Philippe le Bon crée le bailliage d'Étrabonne en 1436. Le château est transformé par son chambellan Guillaume III d’Estrabonne après les destructions commises par les Grandes Compagnies. À la mort du dernier des Estrabonne en 1471, il passe par mariage dans la famille d’Aumont, Jacques Ier d'Aumont état marié depuis 1456 avec Catherine d'Estrabonne.
Démantelé par les troupes de Louis XI en 1477, il est transformé en ferme dès 1570 puis occupé et pillé lors la Guerre de dix ans, sa première enceinte servant de carrière à la reconstruction du village. Incendié en 1673, il est vendu en 1723 à Jean Pourcheresse, maître de forges de Fraisans, dont le fils Jean-Jacques rebâtit l’aile nord avant de le revendre en 1782 au prince de Saint-Mauris-Montbarey. A la Révolution, la tour de la poterne de la basse-cour est détruite (en 1794), mais le château échappe aux destructions et est vendu comme bien national.
Les Allemands y installent une kommandantur durant l’Occupation. En 1956, Paul Baillart, le beau-père de Madeleine Baillart, l'actuelle propriétaire, un ophtalmologiste de renom, sauve la vue du sculpteur Albert Pasche qui il lui offre le château en reconnaissance.
La totalité du château est inscrite au titre des monuments historiques depuis le 9 février 1968 ; la propriété forme également un site inscrit par arrêté du 13 novembre 1942, de même que la maison du bailli, située dans le village, depuis le 9 septembre de la même année.

## Construction et transformations
Le château est érigé en bois vers 1084 par Narduin d’Estrabonne, fils d’Amaury Ier de Joux. Il est reconstruit en pierre au début du XIIIe siècle par Eudes d'Estrabonne qui renforce les murailles, installe la chapelle et construit une grande salle. En 1363, le château est incendié.

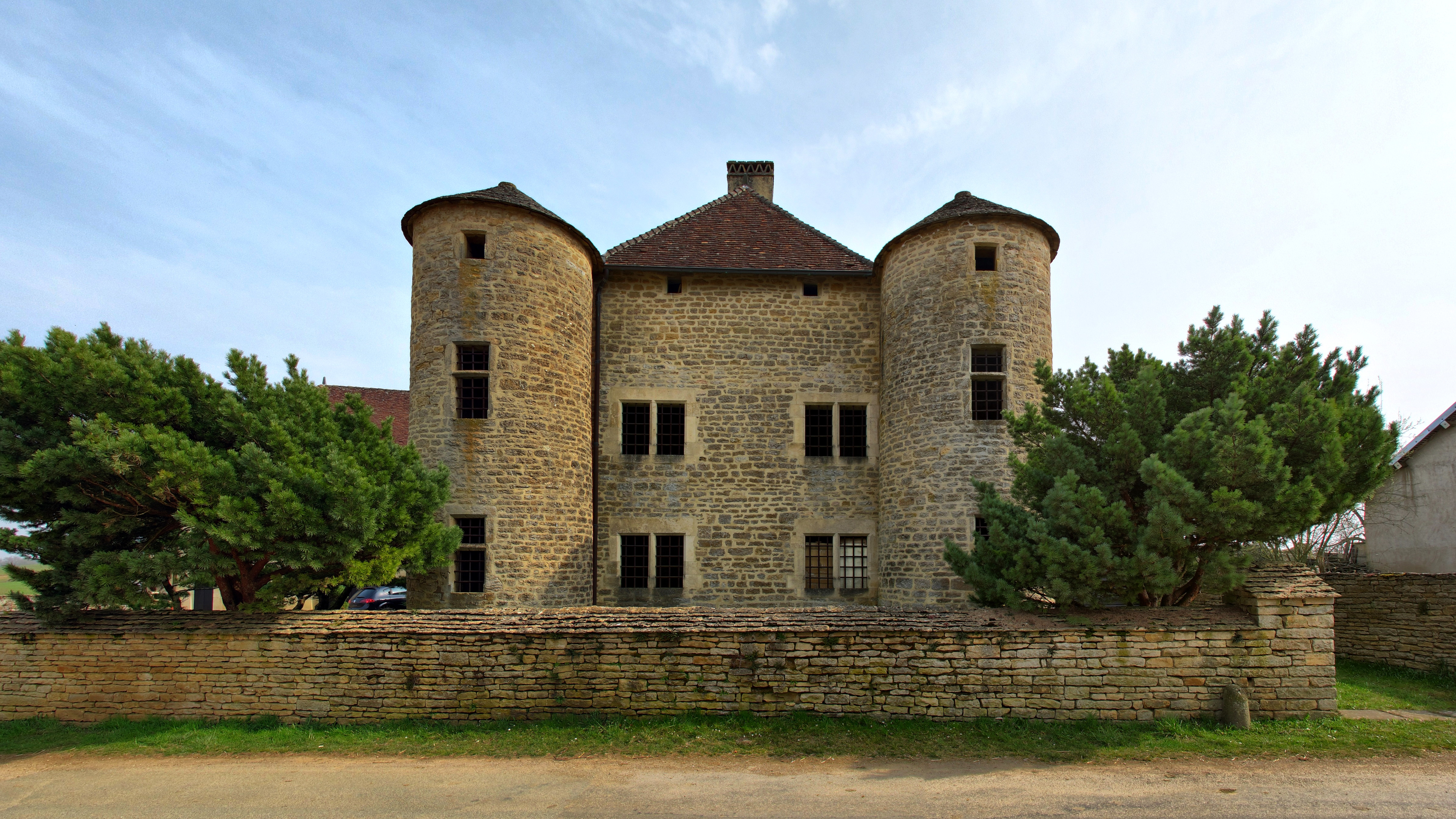
La maison du bailly.

Au milieu du XVe siècle, le château comporte deux enceintes en pierre, une tour de quatre étages, qui devait s’élever à plus de 25 m, deux tours carrées, plus celle de la poterne de la basse-cour qui protégeait le pont-levis. Une barbacane, un second pont-levis et des douves qui défendaient l’entrée de la seconde muraille. Il subit plusieurs dégradations (pillages, incendies) lors des différentes guerres qui affectent la Comté avant d'être démantelé, sur ordre de Louis XI, en 1477. Une ferme lui est adjointe vers 1570 et  le château prend sa forme actuelle après les destructions subies lors de la guerre de Trente Ans,. Le logis nord est restauré au XVIIIe siècle.
Le château conserve son aspect féodal avec notamment la grande salle, la chapelle et les restes de trois tours, dont un donjon circulaire, ainsi qu'un corps de logis datant du XVe en forme de « U ». On peut toujours voir l'importance des bâtiments médiévaux. À 150 m au sud, la maison du bailli a été restaurée à l'identique,,.

## Autre château d'Étrabonne
Dés 1389, un meix d'Étrabonne est mentionné à Champagne-sur-Vingeanne, en Côte-d'Or.
Ce manoir, connu également sous le nom de château d’Étrabonne au XVIIe siècle, daterait, pour sa partie la plus ancienne, du XVe siècle. Il est situé dans un parc de 3 hectares. La propriété appartenait aux seigneurs d'une branche cadette d’Étrabonne qui dépendait de la seigneurie d’Autrey (Haute-Saône). Il s'agissait donc d'une enclave franc-comtoise en royaume de France.